# 速度線

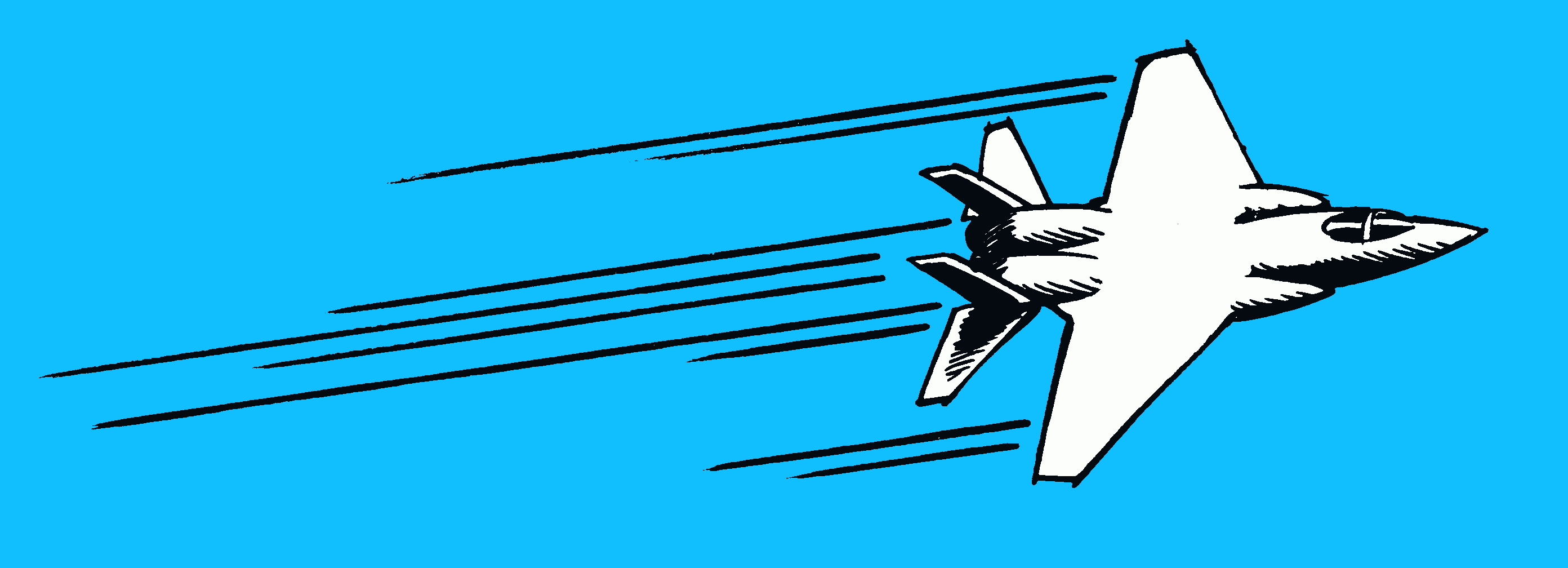
畫上速度線後，圖上的飛機看起來飛得比較快。

在漫畫的領域中，速度線（或稱動作線、運動線、軌跡線）是一種用於表現移動的人或物體的抽象線條，屬於效果線的一種，線條與該人或物的移動方向平行，使其看起來正在快速移動。
在長時間曝光的攝影作品裡，移動中物體的影像會沿著運動的方向留下模糊的影像，這和速度線有類似的效果。漫畫家卡邁恩·因凡蒂諾的作品《閃電俠》裡經常使用速度線來強調閃電俠的速度。